# Liste der Träger des Verdienstordens des Landes Rheinland-Pfalz/2013
Im Jahr 2013 wurden folgende Personen mit dem Verdienstorden des Landes Rheinland-Pfalz geehrt. Erstmals wurde die Auszeichnung von Ministerpräsidentin Malu Dreyer im Festsaal der Staatskanzlei an elf Frauen und Männer vorgenommen. Stellvertretend für alle Geehrten hielt der Ministerpräsident der Deutschsprachigen Gemeinschaft Belgiens, Karl-Heinz Lambertz, die Dankesrede. Musikalisch umrahmt wurde die Feierstunde von dem Fagottisten Theo Plath, Stipendiat der Zukunftsinitiative Rheinland-Pfalz, und der Pianistin Julia Kammerlander.
| Ordensträger         | Lebensdaten | Wohnort       | Wirken                                                                                                   |
| -------------------- | ----------- | ------------- | --- |
| Gabriele Biebinger   |             | Haßloch       | |
| Marita Boos-Waidosch |             | Mainz         | |
| Paul J. Crutzen      | 1933–2021   | Mainz         | niederländischer Meteorologe und Atmosphärenchemiker                                                     |
| Gertrud Endres       |             | Polch         | |
| Peter Gilmer         |             | Partenheim    | |
| Karl-Heinz Lambertz  | * 1952      | Eupen         | belgischer Politiker (PS)                                                                                |
| Ilse Lang            |             | Worms         | |
| Ulrich Mohr          |             | Hochstadt     | |
| Claudine Moulin      | * 1962      | Rammeldingen  | Germanistin, Hochschulprofessorin an den Universitäten von Trier und Luxemburg                           |
| Marie Weber          |             | Bad Kreuznach | |
| Birgit Zierden       |             | Prüm          | |
| Josef Zierden        | * 1954      | Prüm          | Gymnasiallehrer, Literaturmanager und Publizist; Initiator und Organisator des Eifel Literatur Festivals |